# Massimeno
Massimeno és un municipi italià, dins de la província de Trento. L'any 2007 tenia 108 habitants. Limita amb els municipis de Bleggio Inferiore, Bocenago, Caderzone, Daone, Giustino, Pelugo, Spiazzo i Strembo.

## Administració
| Període | Identitat        | Partit        |
| ------- | ---------------- | ------------- |
| 2005-   | Giorgio Ferrazza | Llista cívica |